# 차다빈
차다빈(1993년 12월 20일 ~ )은 대한민국의 가수다. 2021년 연파랑 싱글 앨범 [널 위한 노래]로 데뷔했다.

## 방송
- 언더커버 (2025)

## 음반
- Unlock (2023)
- 마왕의 딸로 태어났습니다 OST Part.1 (2024)
- Unlock (English ver.) (2024)
- 마왕의 딸로 태어났습니다 OST (2024)
- Not sorry for you (2024)
- Not sorry for you (Sped up) (2024)
- <언더커버> Episode 1 (2025)

### 연파랑
- 널 위한 노래 (2021)